# Maidenhead
Maidenhead je město v anglickém hrabství Berkshire. V roce 2011 zde žilo 64 831 obyvatel.

## Historie a současnost
Město leží na levém břehu Temže přes 40 km západně od Londýna. Nedaleko se nachází hrad Windsor. Je oblíbeným cílem výletů a střediskem vodních sportů, v poslední době se sem často za klidem a přírodou stěhují majetní Londýňané.
Město má dobré spojení s hlavním městem po železnici (nádraží na Great Western Railway je v provozu od roku 1841) a dálnici M4. Je součástí oblasti kolem dálnice nazývané Silicon Corridor pro vysokou koncentraci firem zabývajících se moderními technologiemi, v Maidenheadu sídlí telekomunikační společnost Hutchison 3G.
Ve městě sídlí neuniverzitní vysoká škola Berkshire College of Agriculture, muzeum, kulturní středisko Norden Farm Centre for the Arts a řada veřejných parků. Památkově chráněný je kamenný most přes Temži z roku 1777 a anglikánský kostel All Saints' Church z roku 1857. Nedaleko města se nachází zdymadlo Boulter's Lock, jehož okolí je známou rekreační oblastí.
V Maidenheadu se roku 1886 narodil Hugh Lofting, autor dětských knih o Doktoru Doolittlovi, dětství zde prožil spisovatel Nick Hornby. O Maidenheadu se v knize Tři muži ve člunu zmiňuje Jerome Klapka Jerome.
Žil zde Nicholas Winton, humanitární pracovník, který v roce 1939 zachránil 669 převážně židovských dětí z okupovaného území Československa.

## Partnerská města
- Saint-Cloud, Francie
- Bad Godesberg, Německo
- Frascati, Itálie
- Kortrijk, Belgie

## Galerie

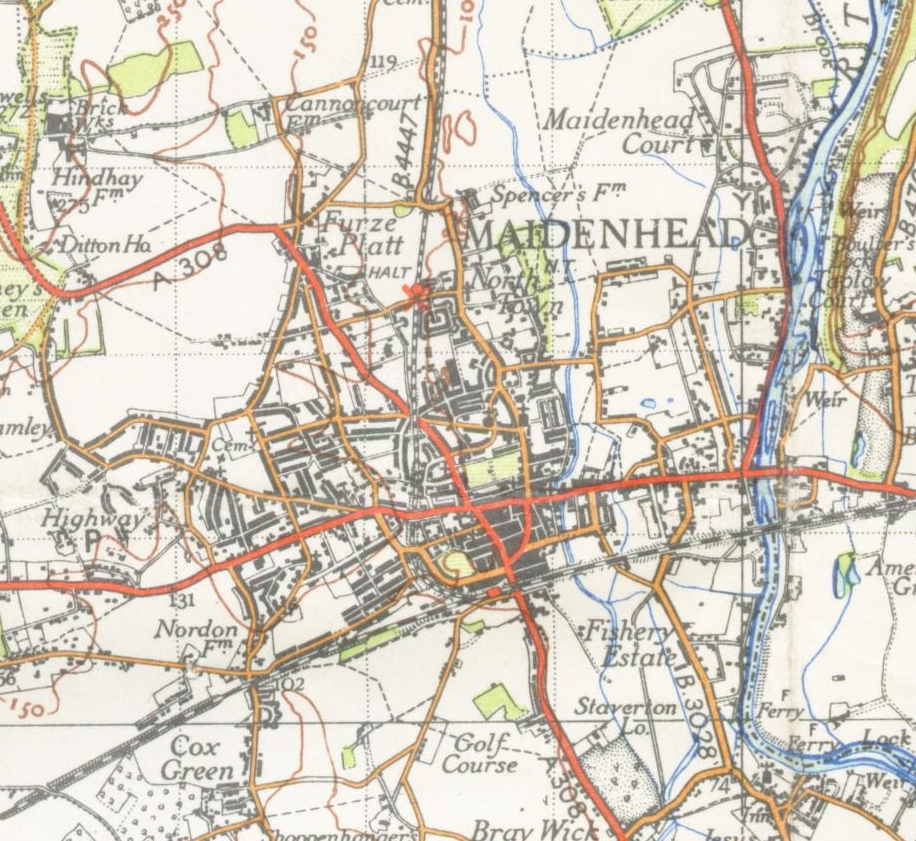
Mapa města (1945)
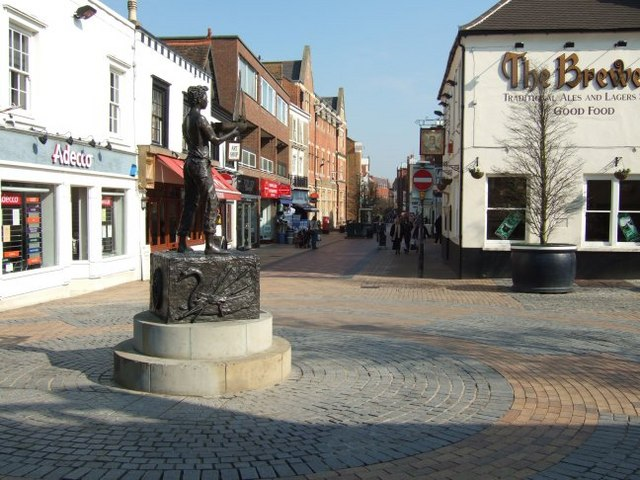
High Street, Maidenhead
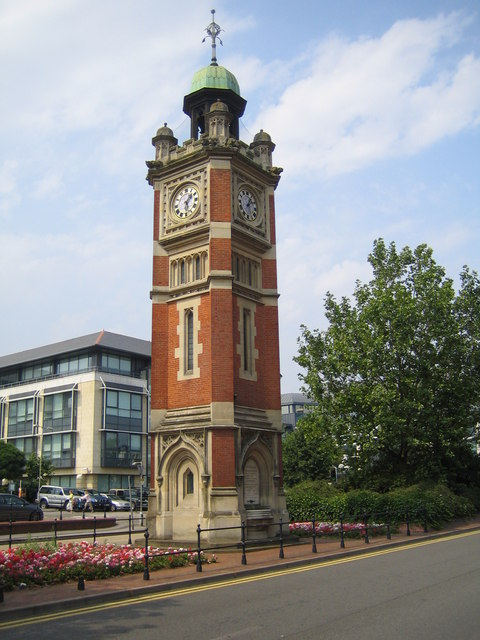
Místní hodinová věž
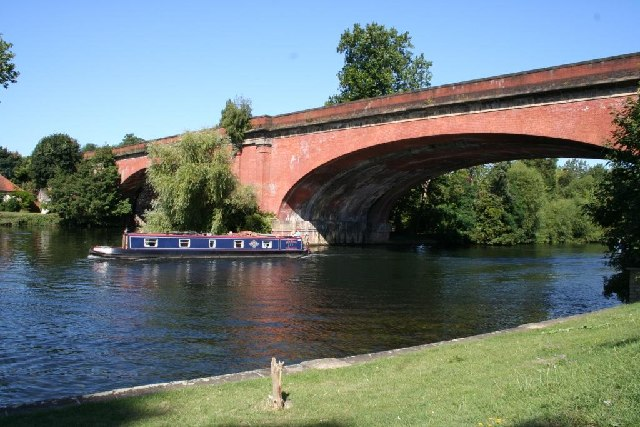
Místní železniční most, navržen I. K. Brunelem